# Călimăneşti
Călimănești, ofte kendt som Călimănești-Căciulata, er en by i distriktet Vâlcea i det sydlige Rumænien. Den ligger i den historiske region i Oltenien og den nordlige del af distriktet, på den traditionelle rute, der forbinder regionen med Transsylvanien, og i den sydlige ende af dalen til floden Olt, der krydser Sydkarpaterne.
Byen har 7.348 (2021) indbyggere og administrerer fem landsbyer: Căciulata, Jiblea Nouă, Jiblea Veche, Seaca og Păușa.
Călimănești-Căciulata er kendt som en kurby, hvor der findes flere termiske kilder. I løbet af det 20. århundrede blev der bygget mange hoteller og behandlingsfaciliteter i Căciulata, et nordligt område af byen, som ligger tæt på Cozia Klosteret. Klosteret blev bygget af Mircea den Gamle i 1388, som også er dagen for byen Călimănești og Râmnicu Vâlcea (lige sydpå på DN7).
Området omkring byen er fyldt med ferskvandskilder og kurvand, som ikke er i brug. Den gamle by var lidt mindre, øen på floden Olt var større, og vejen lå på det, der nu er flodlejet. Byen er bygget langs DN7, den næstmest benyttede vej i Rumænien, der bruges af rumænere til at rejse op til Transsylvanien og for nylig ofte brugt til at køre til Ungarn, Østrig og mange andre EU-lande.

## Galleri
- Gamle bygninger i byen
- Ostrov Kloster
- Hellig Treenighedskirken i Cozia Kloster
- Floden Olt